# بيت رافع (بلاد الروس)

تعديل مصدري - تعديل

بيت رافع هي إحدى قرى عزلة ربع العبس بمديرية بلاد الروس التابعة لمحافظة صنعاء، بلغ تعداد سكانها 134 نسمة حسب تعداد اليمن لعام 2004.